# アントニー・ル・タレク
アントニー・ル・タレク（Anthony Le Tallec, 1984年10月4日 - ）は、フランス・モルビアン県エンヌボン出身の元サッカー選手。現役時代のポジションはフォワード、ミッドフィールダー。

## 経歴
テクニックを備えた足元の捌きと裏への飛び出しに優れ、元フランス代表のロベール・ピレスと比較されることもある。そのピレスも彼のことを将来楽しみな選手だと評価している。
FIFA U-16世界選手権では準優勝、FIFA U-17世界選手権では優勝を成し遂げたフランスユース代表の中心選手として活躍した。多くのオファーが舞い込む中で、リヴァプールFCの監督ジェラール・ウリエから高い評価を受け、2003年にリヴァプールFCに移籍した。しかしながら、そのキャリアは順風満帆とは言えず、2003-04シーズンこそリヴァプールに留まったものの、その後長くレンタル選手としての日々が続いた。結局フェルナンド・トーレスなどを獲得し攻撃陣を補強したリヴァプールにもはや居場所はなく、2007年夏にル・マンUCへ移籍した。2009-10シーズンは36試合に出場して8得点を記録したが、18位でリーグ・ドゥ（2部）に降格した。2010年6月、AJオセールに4年契約で移籍した。
2015年7月19日、ギリシャ・スーパーリーグのアトロミトスFCと2年契約を結んだ。

## 人物
従兄弟のフロラン・シナマ＝ポンゴルは、ル・アーヴルACでのデビューやリヴァプールFCへの移籍が同時期だったため、常に比較される存在である。AEKアテネFCに所属するダミアン・ル・タレクは実弟である。

## タイトル

### クラブ
リヴァプールFC
- UEFAチャンピオンズリーグ：2004-05

FCソショー
- クープ・ドゥ・フランス：2006-07

U-17フランス代表
- FIFA U-17世界選手権：2001

### 個人
- FIFA U-17世界選手権 シルバーボール：2001